# FIBA Europe Cup
La FIBA Europe Cup è una competizione europea per club di pallacanestro maschile organizzata dalla FIBA Europe.

## Storia
Il 3 agosto 2015 la FIBA annuncia che verrà creato un nuovo torneo che andrà a competere con l'Eurocup. La nuova competizione, solo omonima di quella giocata dal 2003 al 2005 che poi ha preso il nome di EuroCup Challenge, prende il posto della EuroChallenge, ed inizialmente era pensata per accogliere un massimo di 100 squadre. Nasce con lo scopo di prendere il posto della Eurocup (organizzata da Euroleague Basketball), vista la richiesta della FIBA alle federazioni nazionali di impegnarsi a registrare le proprie squadre a questa competizione. Molti club scelgono comunque di continuare a partecipare alla Eurocup e la stessa FIBA, dopo aver cercato un accordo con Euroleague per organizzare la massima competizione cestistica, l'anno seguente crea la Basketball Champions League facendone la propria competizione principale. Alla FIBA Europe Cup partecipano quindi in prevalenza squadre di Paesi che hanno minore tradizione cestistica a cui nella seconda fase si aggiungono le migliori eliminate dalla stagione regolare della Champions League.

## Formato
La stagione regolare consiste in gironi da quattro squadre, dove tutte le squadre partecipanti si sfidano in partite di andata e ritorno. Le prime due classificate di ogni girone avanzano alla fase successiva. In questa fase, i team classificati vengono nuovamente suddivisi in gironi composti da quattro squadre dove le prime due classificate di ogni girone accedono agli ottavi di finale dove trovano anche otto squadre provenienti dalla Basketball Champions League, da questo punto il torneo diventa ad eliminazione diretta al meglio delle due partite.

## Albo d'oro
| Anno             |                     | Finale 1º/2º posto       | Finale 1º/2º posto       | Finale 1º/2º posto   |               | Semifinaliste        | Semifinaliste | Semifinaliste |
| Anno             | Campione            | Punteggio                | Secondo posto            | Terzo posto          | Punteggio     | Quarto posto         |               |               |
| 2015-16 dettagli | Skyliners Frankfurt | 66-62                    | Pall. Varese             | Élan Chalon          | 103-72        | Enisey Krasnojarsk   |               |               |
| 2016-17 dettagli | Nanterre 92         | 140-137 (58-58 / 79-82)  | Élan Chalon              | Telekom Baskets Bonn |               | Telenet Ostenda      |               |               |
| 2017-18 dettagli | Reyer Venezia       | 158-148 (69-77 / 81-79)  | Sidigas Avellino         | Donar Groningen      |               | Bakken Bears         |               |               |
| 2018-19 dettagli | Dinamo Sassari      | 170-163 (89-84 / 79-81)  | s.Oliver Würzburg        | Hapoel Holon         |               | Pall. Varese         |               |               |
| 2019-20 dettagli | Non assegnato       | Non assegnato            | Non assegnato            | Non assegnato        | Non assegnato | Non assegnato        |               |               |
| 2020-21 dettagli | Ironi Nes Ziona     | 85-74                    | Stal Ostrów Wielkopolski | CSM Oradea           | 85-76         | Parma Perm'          |               |               |
| 2021-22 dettagli | Bahçeşehir Koleji   | 162-143 (69-72 / 90-74)  | Pall. Reggiana           | ZZ Leiden            |               | Bakken Bears         |               |               |
| 2022-23 dettagli | Włocławek           | 161-155 (81-77 / 78-80)  | Cholet                   | Kalev/Cramo          |               | Kauhajoen Karhu      |               |               |
| 2023-24 dettagli | Chemnitz            | 180-179 (85-74 / 105-95) | Bahçeşehir Koleji        | Bilbao Berri         |               | Pallacanestro Varese |               |               |
| 2024-25 dettagli | Bilbao Berri        | 154-149 (72-65 / 84-82)  | PAOK Salonicco           | Cholet               |               | Digione              |               |               |

### Albo d'oro per club
| Club              | Campione | Anno vittoria |
| ----------------- | -------- | ------------- |
| Skyl. Francoforte | 1        | 2016          |
| Nanterre 92       | 1        | 2017          |
| Reyer Venezia     | 1        | 2018          |
| Dinamo Sassari    | 1        | 2019          |
| Ironi Nes Ziona   | 1        | 2021          |
| Bahçeşehir Koleji | 1        | 2022          |
| Włocławek         | 1        | 2023          |
| Niners Chemnitz   | 1        | 2024          |
| Bilbao Berri      | 1        | 2025          |

### Albo d'oro per Paese
| Paese    | Campione | Anno vittoria |
| -------- | -------- | ------------- |
| Italia   | 2        | 2018, 2019    |
| Germania | 2        | 2016, 2024    |
| Francia  | 1        | 2017          |
| Israele  | 1        | 2021          |
| Turchia  | 1        | 2022          |
| Polonia  | 1        | 2023          |
| Spagna   | 1        | 2025          |